# 双葉工業団地
双葉工業団地（ふたばこうぎょうだんち）は福島県双葉郡双葉町にある工業団地。事業主体も双葉町である。総面積は24.5ha。団地の南東には福島県道391号広野小高線を挟んで福島第一原子力発電所の敷地がある。

## アクセス
- 東日本旅客鉄道常磐線・双葉駅より約3km
- 国道6号より約1km
- 常磐自動車道常磐富岡インターチェンジより約12km

## 進出企業
- 日東金属工業双葉工場（ステンレス加工）
- 東洋電溶福島工場（機械製造）
- 東工双葉工場（板金プレス）
- ネット・アンド・プリント本社（ラベル製造）
- 日本ケンブリッジフィルター東北工場（エアフィルタ製造）